# Rabaul
Rabaul je naselje v provinci Vzhodna Nova Britanija v Papuanski Novi Gvineji, ki stoji ob robu podvodne kaldere na vzhodu otoka Nova Britanija. 
Bilo je pokrajinsko glavno mesto in najpomembnejše naselje v pokrajini vse do njegovega uničenja leta 1994. Takrat je vulkanski izbruh izvrgel pepel več sto metrov visoko, zaradi s pepelom pomešanega dežja pa se je nato podrlo 80 % zgradb v Rabaulu Po izbruhu je bilo glavno mesto prestavljeno v Kokopo, približno 20 km proč. Rabaulu še vedno nenehno grozi vulkanska dejavnost.